# Anton-Renk-Hütte
Die Anton-Renk-Hütte ist eine nicht bewirtschaftete Schutzhütte (Selbstversorgerhütte) der Sektion Aachen des Deutschen Alpenvereins. Sie liegt auf 2261 m ü. A. Seehöhe in den Ötztaler Alpen. Sie ist mit 18 Matratzenlagern ein Stützpunkt für die Begehung des Aachener Höhenwegs.

## Lage und Umgebung

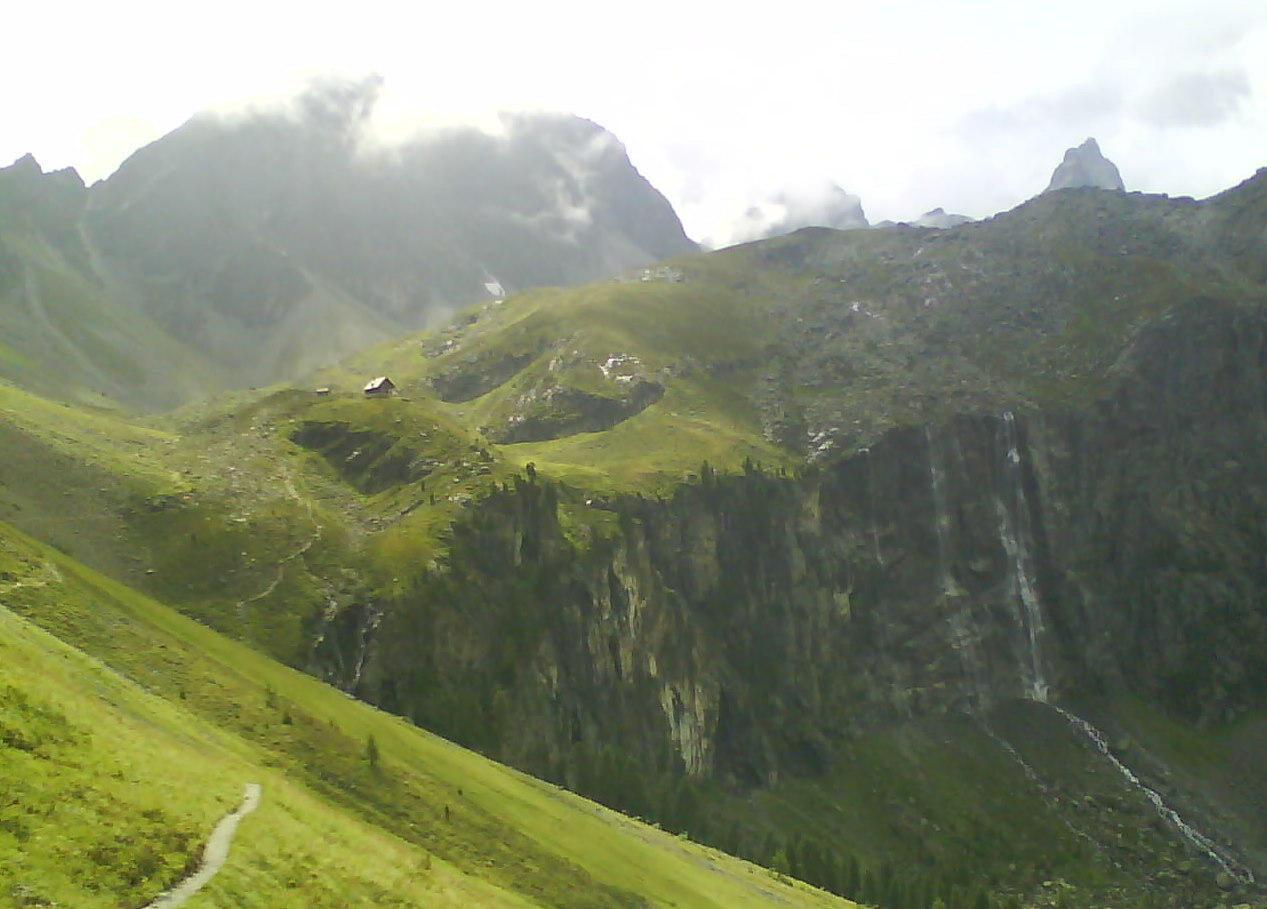
Anton-Renk-Hütte und Fallender Bach

Die Anton-Renk-Hütte liegt im Glockturmkamm, einer Bergkette der Ötztaler Alpen, im österreichischen Tiroler Oberland, zwischen Kaunertal im Osten und dem Oberinntal im Westen im Gemeindegebiet von Ried im Oberinntal. Benachbarte Berge sind im Nordosten die Feichtner Karlsspitze mit 2916 m Höhe, im Osten der Alte Mann (2888 m), im Süden die Kuppkarlesspitze mit 2991 m Höhe und im Südwesten die Zirmesspitze (2944 m). Zu erreichen ist die Hütte vom nordwestlichen gelegenen Ried aus durch das Tal des Stalanzer Bachs und der Stalanzalpe sowie vom nördlich gelegenen Fendels aus über die Fendler Alpe. In der Nähe der Hütte liegt ein Wasserfall, der eine Höhe von rund 170 Metern erreicht. Einige Volkssagen zum „Fallenden Bach Putz“, einem Geist, beziehen sich auf ihn.

## Stützpunkt
Die Hütte liegt als Stützpunkt am Aachener Höhenweg, der über die Riefenkarscharte, das Fissladtal, das Kreuzjoch und die Nasserein Alm zum Gepatschhaus im Kaunertal führt. Die Hütte ist nur mit einem sogenannten „AV-Schlüssel“ zugänglich, der beim Hüttenwart erhältlich ist. Im Winter ist sie nur bei sicherer Schneelage erreichbar (über Stalanz). Die steil abfallenden Rinnen von der Feichtner Karlsspitze bergen höchste Lawinengefahr. Im Winter ist jedoch der „Fallende Bach“-Wasserfall ein beliebtes Ziel bei Eiskletterern. Seit 2006 gibt es am Fallenden Bach einen Klettersteig.

## Geschichte
Ihren Namen verdankt die Hütte dem Schriftsteller und Volkskundler Anton Renk (1871–1906), der auch ein begeisterter Bergsteiger war, und dem die Erstbesteigungen des Alten Mannes und des Rauhen Kopfes (Kuppkarlesspitze), in unmittelbarer Nähe der heutigen Hütte, gelangen.
Erbaut wurde die Hütte im Jahr 1926 vom Österreichischen Gebirgsverein des DuOeAV. 1939 wurde sie von der Sektion Aachen gekauft. Nach dem Zweiten Weltkrieg wurde sie, wie alle anderen Deutschen AV-Hütten, beschlagnahmt und 1956 wieder an ihre Eigentümer zurückgegeben.

## Karten
- Alpenvereinskarte 1:25.000, Blatt 30/3, Ötztaler Alpen, Kaunergrat
- Bundesamt für Eich- und Vermessungswesen, topografische Karte 1:50.000, Blatt 145
- Freytag & Berndt Wanderkarte 1:50.000,  Blatt WK 253, Landeck-Reschenpass-Kaunertal Tiroler Oberland